# Grid (serie televisiva)
Grid (그리드?, GeurideuLR) è una serie televisiva sudcoreana distribuita su Disney+ dal 16 febbraio al 20 aprile 2022.

## Trama
Nel 1997 un'entità sconosciuta simile a un fantasma ha donato all'umanità uno scudo per proteggersi dal vento solare, salvando il pianeta dall'estinzione. Scomparsa nel nulla, riappare ventiquattro anni dopo come complice apparente di un serial killer che vuole colpire l'ufficio che si occupa della gestione dello scudo. La detective Jung Sae-byeok e l'impiegato dei servizi segreti Kim Sae-ha iniziano quindi a cercare il fantasma per poter catturare il killer.

## Personaggi e interpreti
- Kim Sae-ha, interpretato da Seo Kang-joon
- Jung Sae-byeok, interpretata da Kim Ah-joong
- Song Eo-jin, interpretato da Kim Mu-yeol
- Kim Ma-nok, interpretato da Kim Sung-kyun
- Fantasma, interpretato da Lee Si-young